# Trois Prétendants
Pour plus de détails, voir Fiche technique et Distribution.
Trois Prétendants (Three on a Limb) est un court métrage de Charles Lamont sorti en 1936.

## Fiche technique
- Titre original : Three on a Limb
- Réalisateur : Charles Lamont
- Producteur : E. W. Hammons
- Genre : western de comédie
- Langue : anglais
- Date de sortie : 3 janvier 1936

## Distribution
- Buster Keaton : Elmer Brown
- Lona Andre : Molly
- Harold Goodwin : Homer le policier
- Grant Withers : Oscar
- Barbara Bedford : Addie
- John Ince : le père de Molly
- Fern Emmett : la mère de Molly
- Phyllis Crane